# Gypsophila capillaris
Gypsophila capillaris es una especie de plantas del género  Gypsophila. Se usa para elaborar "sopa de raíces" y también  halvás, un dulce característico de Tracia y Grecia. Es originaria de Siria.

## Taxonomía
Gypsophila capillaris fue descrita por (Forssk.) C.Chr.  y publicado en Dansk Bot. Ark. 4(3): 19 1922.
Sinonimia
- Gypsophila rokejeka Delile
- Rokejeka capillaris Forssk.
- Rokejeka deserti J.F.Gmel.[4]